# Inselhalle

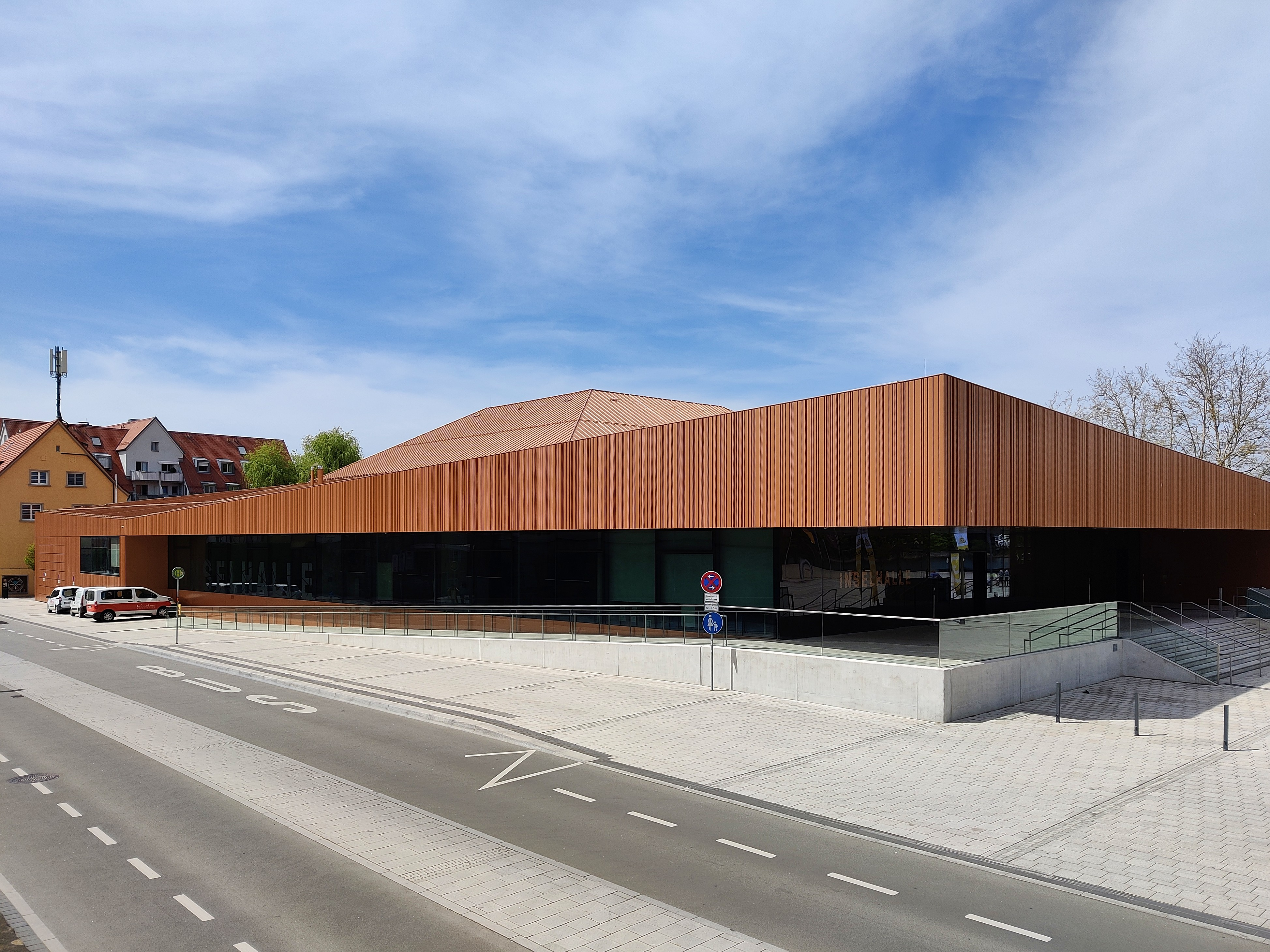
Die Inselhalle in Lindau (2022)

Die Inselhalle ist ein internationales Veranstaltungs-, Tagungs- und Kongresszentrum in Lindau (Bodensee), das von der städtischen Tochterfirma Lindauer Tourismus und Kongress GmbH (LTK) betrieben wird. Bekannt ist es vor allem für zwei alljährlich stattfindende Tagungen der Nobelpreisträger und die Lindauer Psychotherapiewochen. Vorgängerbauten bis 1980 an diesem Platz waren eine Sängerhalle und eine Feuerwache.

## Gebäude
Die Inselhalle liegt im Norden der Insel Lindau zwischen der Grenze der Altstadt, der Heidenmauer bzw. Zwanzigerstraße und dem Kleinen See (Teil des Bodensees zwischen Insel und Festland). Die Veranstaltungsfläche teilt sich auf einen großen (dreiteilbaren) Saal und 12 Nebenräume auf. Insgesamt bietet die Inselhalle Platz für bis zu 2.000 Teilnehmer. Der dreiteilbare Saal, das Herzstück der Inselhalle, bietet 1.100 Menschen Platz. Seine klassische Holzausstattung bietet musikalischen Events gute akustische Bedingungen. Für Ausstellungen und kleinere Messen eignet sich der dreiteilbare Saal ebenfalls.
Des Weiteren stehen in der Inselhalle flexibel kombinierbare Konferenzräume zur Verfügung, die sich durch modular zusammenschaltbare Räume an die Teilnehmerzahl anpassen lassen. Ausgestattet mit modernster Konferenztechnik eignen sich die Räume für Workshops, Meetings, Ausstellungen und Messen. Hauptfoyer und Seefoyer dienen als Empfangs- und Eingangsbereich und eignen sich für Pausen oder Ausstellungen. Der Lounge-Bereich bietet die Möglichkeit für Gesellschafts- oder Bankettlösungen. Neben der Inselhalle befindet sich in dieser Uferzonen ein neues Parkhaus der Stadt. Zwischen den zwei Gebäuden befindet sich der Therese-von-Bayern-Platz.

## Veranstaltungen
Einen hohen Bekanntheitsgrad unter den Veranstaltungen in der Inselhalle genießt vor allem das jährliche Treffen der Nobelpreisträger, die Lindauer Psychotherapiewochen sowie das Treffen der Tiefenpsychologie. Außerdem finden hier regelmäßig weitere Kongresse, Tagungen und Workshops sowie Messen, Musicals, Konzerte und Multivisionsshows statt. Auch für Veranstaltungen im Rahmen der Bürgerbeteiligung (Projektschmiede) werden die Räumlichkeiten genutzt. Teile der Inselhalle können auch der wegen angeschlossenen Gastronomie für eine Vielzahl von Veranstaltungen gemietet werden.

## Umbau bis 2018
Gravierende Mängel, zu wenig Platz und eine nicht mehr zeitgemäße technische Ausstattung waren Grund zur Befürchtung, die prestigeträchtigen Events wie die Treffen der Nobelpreisträger könnten in die benachbarte Schweiz (St. Gallen), nach Österreich (Bregenz) oder die USA abwandern, womit wichtige Wirtschaftsimpulse fehlen würden und Hotellerie, Zulieferer, Handwerker und Einzelhändler das Nachsehen hätten. Mit einer Zusage von 25 Mio. EUR vom Freistaat Bayern konnte der jahrelang verschobene Umbau beschlossen werden. Im Zuge der Sanierung, Modernisierung und Erweiterung der Inselhalle wurde auch ein Parkhaus direkt anschließend errichtet. Zwischen den zwei Gebäuden entstand der Therese-von-Bayern-Platz.  Bis 2018 wurde die Inselhalle modernisiert und großzügig erweitert. Architekten des Umbaus und  des Parkhauses waren Auer Weber.

### Feuerwache
In der Inselhalle befand sich früher auch eine Feuerwache. Mit dem im Oktober 2014 bezogenen Neubau einer Hauptfeuerwache in Reutin brauchten nur noch eine kleinere, für die Insel zuständige Mannschaft und ihr Gerätebestand in der Inselhalle bleiben, womit auch eine Voraussetzung für den Umbau der Halle geschaffen wurde. Aufgrund des Umbaues der Inselhalle zog die dort noch verbliebene Abteilung der Lindauer Feuerwehr aus dieser aus und ist nun im benachbarten, neugebauten Parkhaus untergebracht.